# مقاطعة ترنة

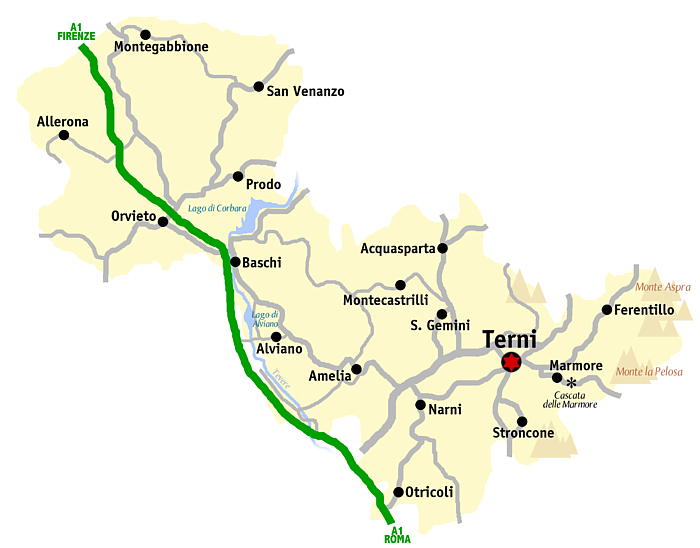
خريطة مقاطعة تِرنة

مقاطعة تِرنة أو تِرني أو (نقحرة: تيرني) (بالإيطالية: Provincia di Terni)‏، مقاطعة إيطالية في إقليم أُمبِرية، تضم ثلث مساحة وعدد سكان الإقليم، عاصمتها مدينة تِرنة. أنشئت المقاطعة عام 1927.
وتحدها من الشمال مقاطعة بيرودجا، ومن الشرق والجنوب والغرب إقليم لاتسيو (مقاطعة فيتيربو ومقاطعة رييتي)، ومن الشمال الغربي إقليم تُسكانة (مقاطعة سيينا).
مساحتها 2122 كلم ²، ويبلغ مجموع سكانها 226.518 نسمة. وبها 33 بلدية.

## معرض صور

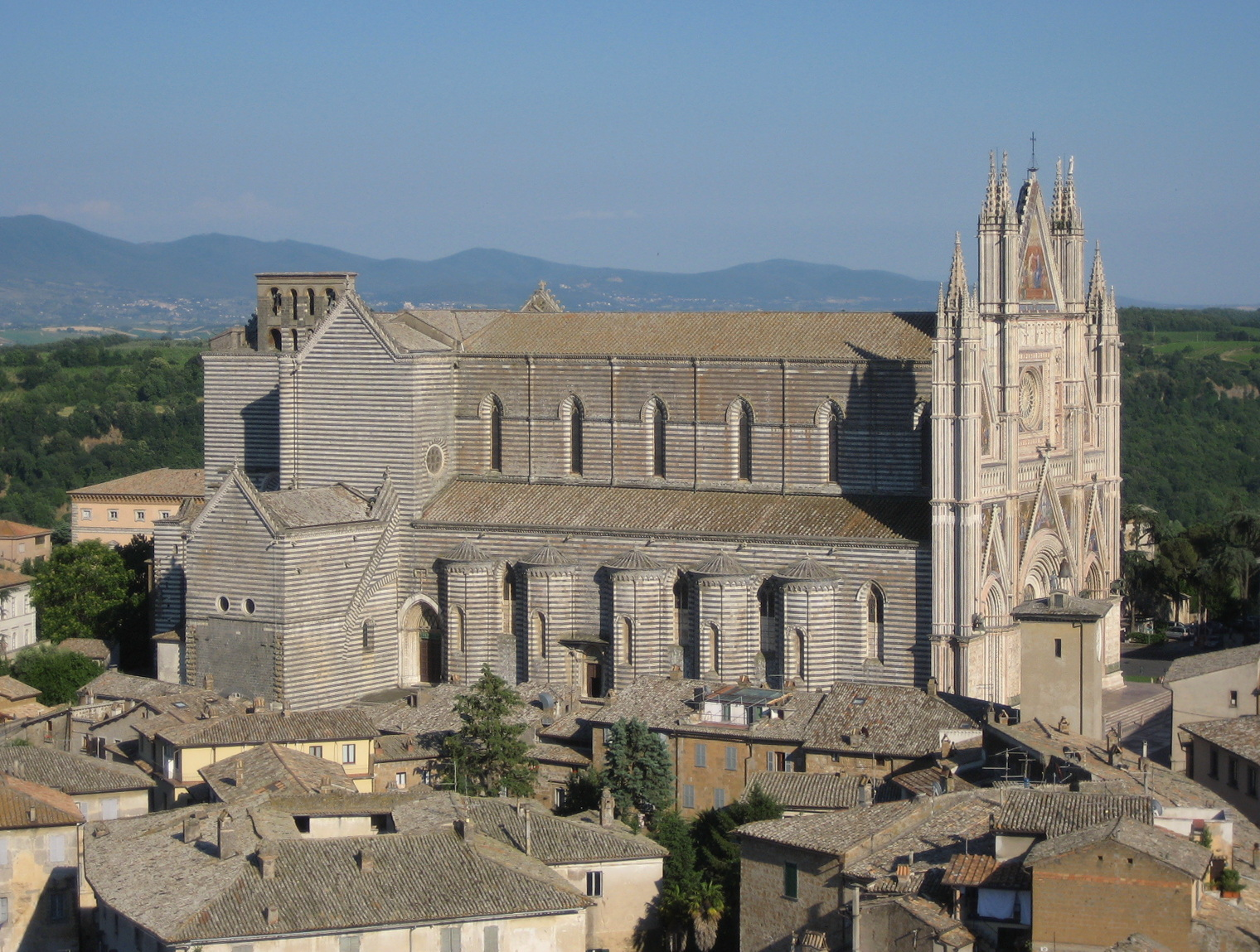
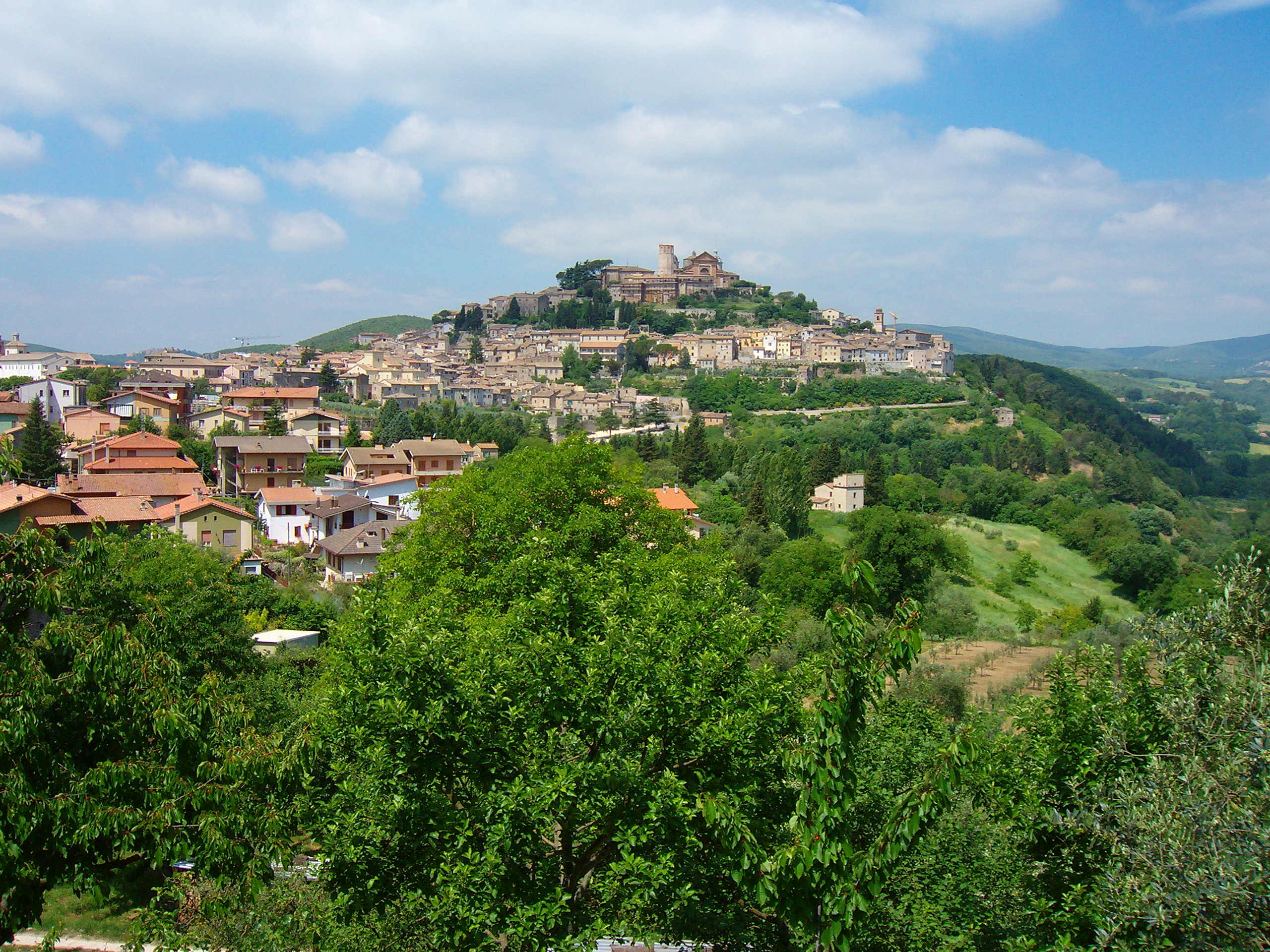
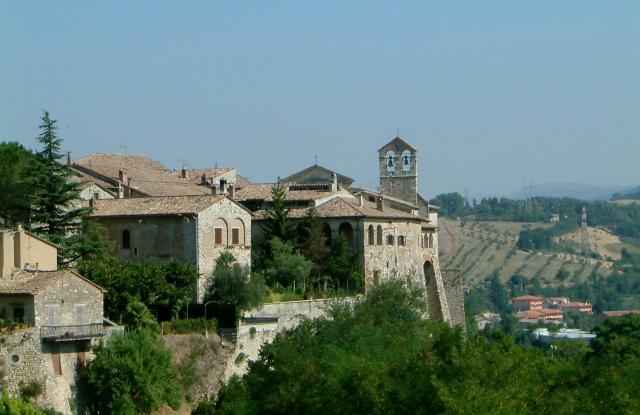
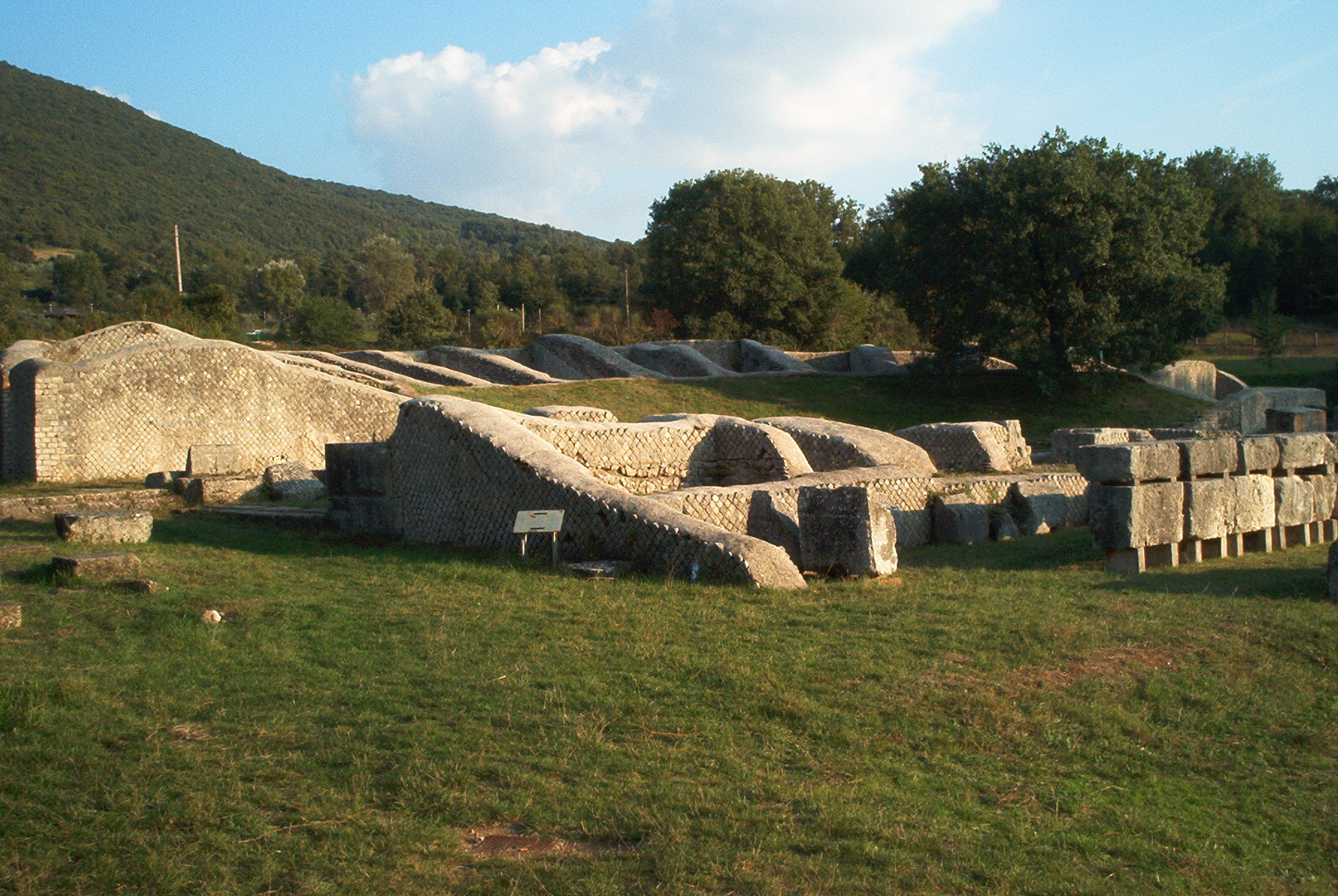
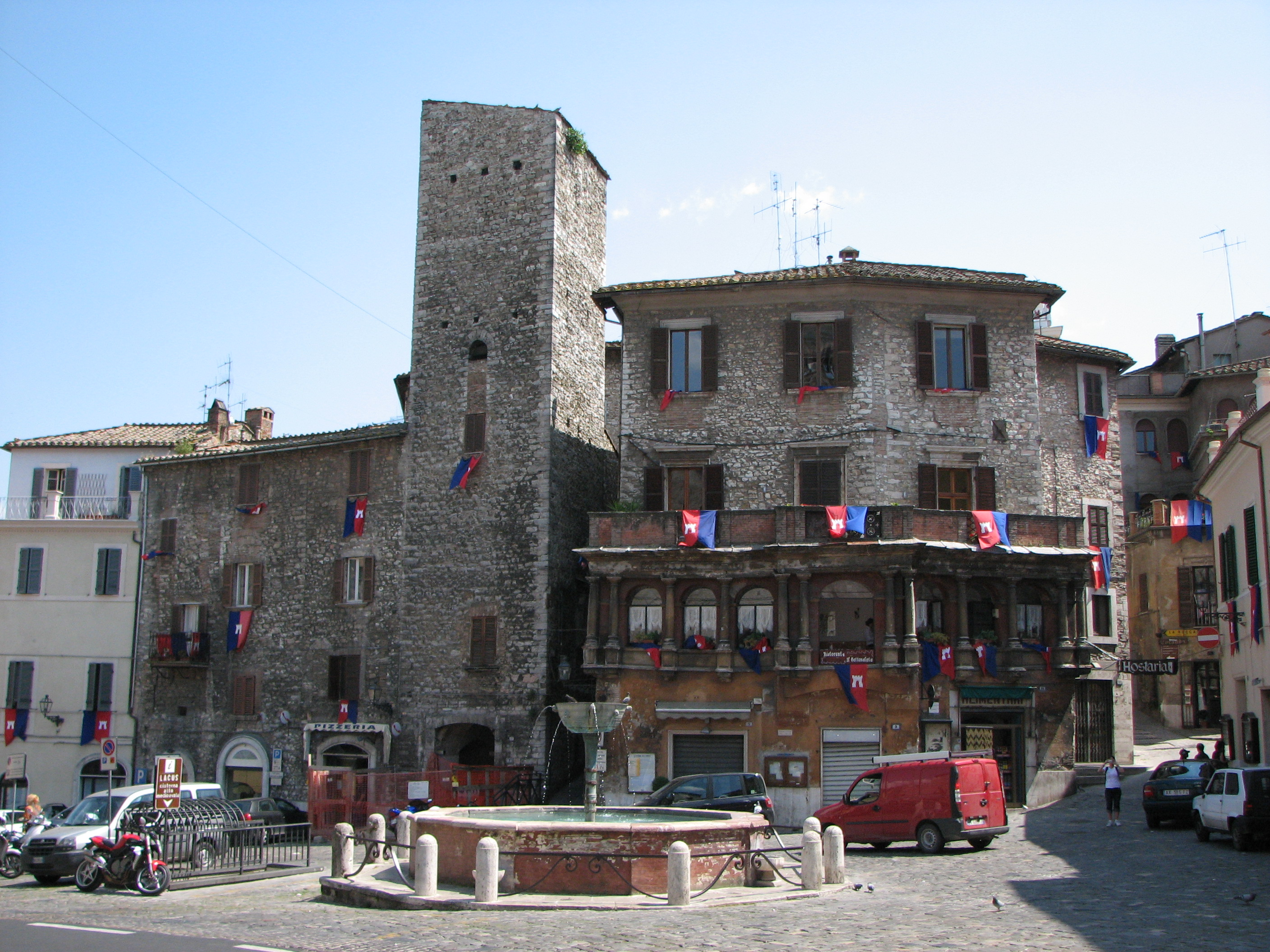

## أهم المدن
| المدينة  | الاسم بالإيطالية | السكان (نسمة) | المساحة (كم2) |
| -------- | ---------------- | ------------- | ------------- |
| ترنة     | Terni            | 109.816       | 211 كم2       |
| أورفييتو | Orvieto          | 20.841        | 281 كم2       |
| نارني    | Narni            | 20.212        | 197 كم2       |